# Moulin à vent du Mez
Le moulin à vent du Mez ou de Job Javret est un monument du patrimoine breton. Il se situe au nord de la crique de Porz-Pin dans la commune de Plouézec. 

## Histoire
Il a été construit en 1866 avec des moellons de grès et de granite. En hauteur au bord de la côte, il est bien visible depuis la mer et a donc servi de point de repère aux navigateurs.

## Description

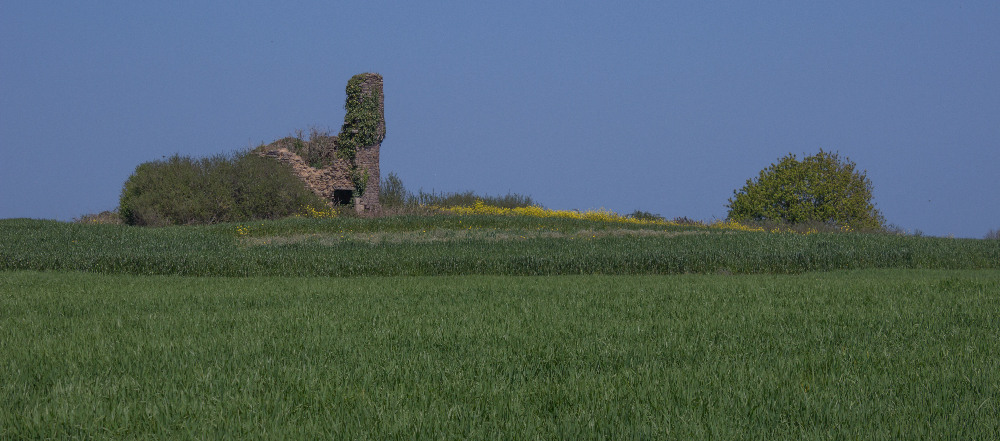
Vue de loin de la ruine du moulin à vent du Mez

Il possède un étage en surcroît soutenu par des modillons. Tout comme son grand-frère le moulin de Craca qui se dresse pas très au loin au nord, il s'agit d'un moulin de type « petit-pied » aussi appelé « taille de guêpe » caractéristique de l'architecture armoricaine qui consiste en un étage d'un diamètre supérieur à celui du rez-de-chaussée.
Il se trouve entre deux champs et aucun chemin n'a été tracé pour le rejoindre. Comme il est non entretenu, il se fissure de partout et s’effondre morceau par morceau. Il est envahi par la végétation et les ronces pénètrent la pierre. Il ne reste de ce dernier que les murs. Le toit et les hélices ont disparu. Il ne ressemble plus qu'à une tour en ruine dont la parenté avec un moulin reste difficile à imaginer.